# Anna Lindhagen (pedagog)
Anna Jacobina Lindhagen, född den 20 december 1858 i Stockholm, död där den 27 december 1910, var en svensk lärare. Hon var dotter till Georg Lindhagen. 
Anna Lindhagen utexaminerades från Högre lärarinneseminariet 1878, tjänstgjorde sedermera vid Åhlinska skolan och Lyceum för flickor i Stockholm, anställdes 1890 vid Statens normalskola för flickor som lärare, företrädesvis i matematik och tyska språket, samt förordnades i november 1906 där till ordinarie lärarinna i matematik. Richard Nordin skriver i Nordisk familjebok: "Fröken L. var en af den svenska kvinnliga skolvärldens mest framstående personligheter; med erkändt mästerskap i konsten att intressera och lära eleverna förenade hon stor disciplinär förmåga." Hon utgav bland annat (tillsammans med Hjalmar Hjorth) Praktisk lärobok i tyska språket et cetera (1891; 7:e upplagan 1909; Bihang till densamma 1898, 3:e upplagan 1907), Kort lärobok i tyska språket för yngre nybörjare (1892; 4:e upplagan 1907; Tilläggshäfte därtill samma år, 2:a upplagan 1899), Kleine Schülerbibliothek (1-9, 1892-1902) och (tillsammans med Anna Gahm) Exempelsamling till bråkläran (3 häften, 1901).